# Universidade de Lima
A Universidade de Lima (em castelhano:  Universidad de Lima ou UL - ULIMA) é uma instituição de ensino superior privada peruana, localizada em Lima, capital do Peru.

## História
A decisão de criar a Universidade de Lima foi feita no início da década de 1960, por um grupo de professores universitários, juntamente com importantes representantes do comércio e da indústria. Foi depois de dois anos de esforços em que eles conseguiram iniciá-la, começando oficialmente a operar no dia 25 de abril de 1962. No início, somente possuía 120 alunos em um pequeno campus no distrito de Jesús María. Devido ao crescimento rápido da universidade, foi inaugurado o campus na área de Monterrico de Surco para servir as necessidades de espaço da universidade.
Atualmente, a Universidade de Lima tem 14.000 alunos, uma escola de graduação, um programa de estudos gerais e um instituto de investigação científica, juntamente com muitos serviços para os alunos, corpo docente e a comunidade em geral.

## Cursos
A Universidade de Lima dispõe atualmente de 11 cursos de graduação:
- Comunicação
- Direito
- Psicologia
- Engenharia Industrial
- Engenharia de sistemas
- Arquitetura
- Administração
- Economia
- Contabilidade e Finanças
- Marketing